# Phuphena transversa
Phuphena transversa är en fjärilsart som beskrevs av William Schaus 1894. Phuphena transversa ingår i släktet Phuphena och familjen nattflyn. Inga underarter finns listade i Catalogue of Life.